# Reipublicae Christianopolitanae descriptio

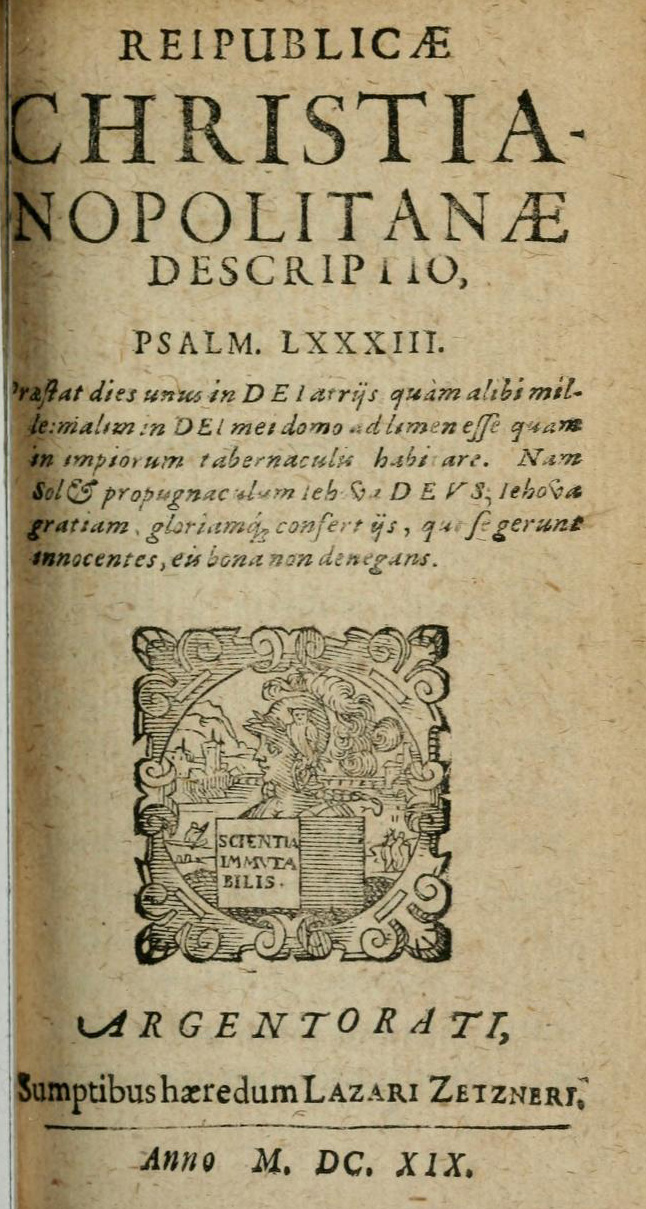
Titelblatt der Erstausgabe

Reipublicae Christianopolitanae descriptio (deutsch etwa Beschreibung des Staates Christenstadt, deutsche Ausgabe: Christianopolis) ist der Name einer im Jahr 1619 geschriebenen christlichen Utopie von Johann Valentin Andreae. Der Text ist aus der Perspektive eines Schiffbrüchigen geschrieben, der auf der Insel Caphar Salama strandet und dort die Stadt Christianopolis vorfindet. Er berichtet daraufhin über das Leben dort.

## Beschreibung von Christianopolis

### Religion
Christianopolis ist ein christlicher, genauer: lutherisch geprägter Staat, auch wenn die Bewohner konfessionelle Selbstbezeichnungen ablehnen. Auf einer Tafel wird ausgesagt, dass sich das Bekenntnis der Einwohner in zwölf Sätzen in Abfolge und Inhalt grob am Apostolikum orientiert, dabei aber auch andere als orthodox geltende Bekenntnisse (etwa das Nicäno-Konstantinopolitanum und das Bekenntnis von Chalcedon) berücksichtigen. Darin halten sie etwa fest, dass die Mehrzahl an die Dreifaltigkeit glaubt. Diese Gruppe glaubt an die Überwindung der Sünde durch stellvertretende Genugtuung Christi und den mit seiner Auferstehung errungenen Sieg über Hölle und Tod. Sie sind der Meinung, dass die Vergebung aller Sünden durch Gott zu Dankbarkeit und Gehorsam ihm gegenüber verpflichten.

### Verfassung
Auf einer zweiten Tafel, ihrer Verfassung, bekennen die Einwohner von Christianopolis eingangs, dass ihr Staat auf dem Glauben an Gott basiere. Entsprechend ist die Erklärung ihrer sittlichen Grundsätze eine paraphrasierende Auslegung der 10 Gebote. Dabei propagieren sie Mäßigung, Bescheidenheit, Gerechtigkeit und Wahrheit als Tugenden.
Die Stadt wird als Republik von Arbeitern beschrieben. Frauen sind allerdings nicht wahlberechtigt. Dennoch handelt es sich hierbei um eine Aristokratie: Ein Triumvirat aus Kanzler, Richter und Professor bildet die Regierung.

#### Justizwesen
Kein Fall ist so wichtig, dass eine Entscheidung des Rates nicht ausreichend wäre. Die Schwere der Bestrafung lässt sich in drei Kategorien einteilen: Am schwersten werden Verbrechen gegen Gott bestraft, dann solche gegen andere Menschen und zum Schluss gegen Gegenstände.
Die Todesstrafe wird nur sehr selten verhängt.

### Ausbildung und Erziehung
Bis zum sechsten Lebensjahr werden die Kinder von ihren Eltern aufgezogen. Danach werden sie von den Eltern getrennt und vom Staat erzogen und ausgebildet. Es gibt keinen Unterschied zwischen Waisen und Kindern mit Eltern, da die Erziehung durch den Staat übernommen wird und dieser die Eltern quasi ersetzt. Frauen erfahren die gleiche Schulbildung wie Männer, auch wenn sie spätere andere Aufgaben in der Gesellschaft wahrnehmen.

### Gesellschaft
In Christianopolis arbeitet jeder Einwohner nur wenig. Diese Arbeit scheint den Menschen gut zu bekommen, anstatt ihnen zu schaden.
Unter den Männern und Frauen gibt es aber Unterschiede, was die Beschäftigung angeht: Obwohl die Männer bei den häuslichen Pflichten helfen sollen, ist es die Führung des Haushalts Hauptaufgabe der Frauen. Die Keuschheit der Ehe wird hervorgehoben.

### Struktur der Stadt

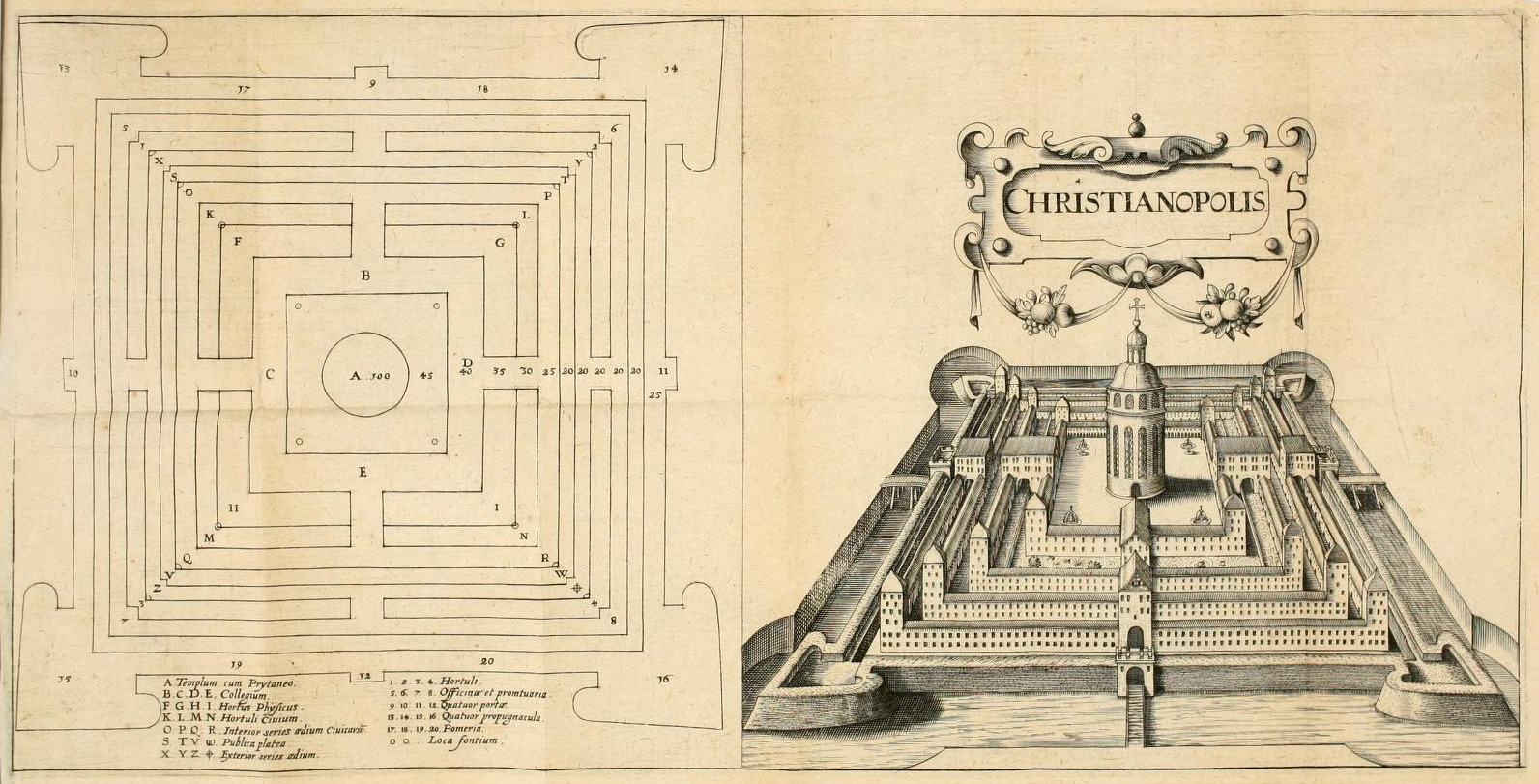
Visualisierung der Stadt Christianopolis

Christianopolis besitzt einen quadratischen Grundriss. Die Stadt ist von Mauern umgeben, in die in den Ecken und in den Mauern jeweils vier Türme integriert sind. Die Stadt ist in verschiedene Bereiche aufgeteilt.

## Textausgaben (Auswahl)
- Christianopolis (= Universal-Bibliothek. Nr. 9786,2). Aus dem Lateinischen übers., komm. und mit einem Nachw. hrsg. von Wolfgang Biesterfeld. Reclam, Stuttgart 1975, ISBN 3-15-009786-X (Auszüge siehe Weblinks).
- Christianopolis. Utopie eines christlichen Staates aus dem Jahre 1619. Mit einem Nachw. von Günter Wirth. Übers. aus dem Lateinischen: Ingeborg Pape. Mitarbeit am deutschen Text und Bearbeitung der Anhänge: Hans Giesecke. Koehler und Amelang, Leipzig 1977, DNB 770436870 (DDR-Ausgabe).
- Christianopolis. Reise nach der Insel Caphar Salama und Beschreibung der darauf gelegenen Republik Christiansburg (= Klassiker der utopischen Literatur. Band 5). Mit einem Nachw. und Bibliogr. von Heiner Höfener. Nachdr. der Ausg. Esslingen 1741. Gerstenberg, Hildesheim 1981, ISBN 3-8067-0898-3 (in Fraktur).
- Reipublicae Christianopolitanae descriptio (1619) (= Johann Valentin Andreä: Gesammelte Schriften. Band 14). Bearbeitet, übersetzt und kommentiert von Frank Böhling und Wilhelm Schmidt-Biggemann. frommann-holzboog, Stuttgart-Bad Cannstatt 2018, ISBN 978-3-7728-1442-6.